# 化石森林
《化石森林》（英語：The Petrified Forest）是一部1936年的美國電影，由阿奇·梅奧執導，主演是萊斯利·霍華德、比提·戴維斯和堪富利·保加。本片是黑色電影的先驅，改編自罗伯特·E·舍伍德的同名舞台劇。劇本由德爾瑪·戴夫斯和查爾斯·肯楊編寫，隨後在收音機和電視上改編播放。

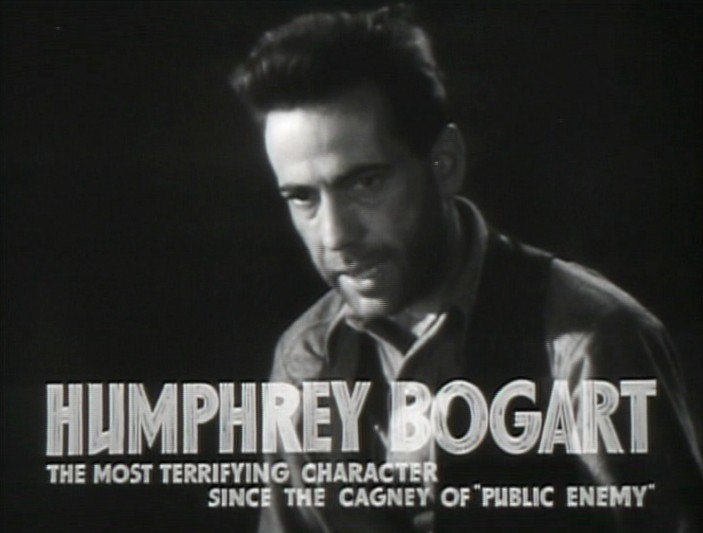

## 演員
- 萊斯利·霍華德 飾 Alan Squier
- 比提·戴維斯 飾 Gabrielle Maple
- 堪富利·保加 飾 Duke Mantee
- 熱納維耶芙·托賓（英语：Genevieve Tobin） 飾 Mrs. Chisholm
- 迪克·弗蘭（英语：Dick Foran） 飾 Boze Hertzlinger
- 喬·索耶（英语：Joe Sawyer） 飾 Jackie
- 波特·霍爾（英语：Porter Hall） 飾 Jason Maple
- 查理·格普溫（英语：Charley Grapewin） 飾 Gramp Maple
- 保羅·哈維（英语：Paul Harvey (actor)） 飾 Mr. Chisholm
- Adrian Morris 飾 Ruby
- Slim Thompson 飾 Slim
- 埃迪·阿卡夫（英语：Eddie Acuff） 飾 第一架線工
- Francis J. Scheid 飾 第二架線工
- John Alexander 飾 Joseph，汽車司機
- Nina Campana 飾 Paula，廚師
- 蓋斯·倫納德（英语：Gus Leonard） 飾 Jim，郵差（未掛名）
- 艾迪生·理查茲（英语：Addison Richards） 飾 收音機廣播員（配音，未掛名）

## 外部連結
- 互联网电影数据库（IMDb）上《The Petrified Forest》的资料（英文）
- AllMovie上《The Petrified Forest》的资料（英文）
- TCM电影资料库上《The Petrified Forest》的资料（英文）
- 爛番茄上《The Petrified Forest》的資料（英文）
- 互联网电影数据库（IMDb）上《Producers' Showcase: "The Petrified Forest"》的资料（英文）
- Producers' Showcase: "The Petrified Forest" （页面存档备份，存于） at the Paley Center for Media
- Producers' Showcase: "The Petrified Forest" at the Internet Archive
- The Petrified Forest （页面存档备份，存于） at Virtual History

收音機廣播
- The Petrified Forest on Lux Radio Theater: November 22, 1937
- The Petrified Forest on Screen Guild Theater: January 7, 1940
- The Petrified Forest on Lux Radio Theater: April 23, 1945
- The Petrified Forest at Best Plays September 20, 1953